# Smijeh od života (1958.)
Smijeh od života je hrvatska televizijska drama odnosno scenska emisija iz 1958. godine, snimljena u produkciji Televizije Zagreb i režiji Bogdana Jerkovića. Realizirana je u suradnji sa zagrebačkim Studentskim eksperimentalnim kazalištem  (SEK) kao televizijsko gostovanje te trupe. 
Emisija je pripremljena kao scenska posveta Marinu Držiću u povodu 450. obljetnice njegova rođenja, pod naslovom Smijeh od života, te je obuhvaćala kolaž prizora iz njegovih najpoznatijih djela: Dundo Maroje, Skup, Tirena i Novela od Stanca.
Premijerno je prikazana 13. travnja 1958. godine.